# Yongfeng (Ji’an)

Lage von Yongfeng (rot) im Verwaltungsgebiet von Ji’an (gelb) in Jiangxi

Yongfeng (永丰县,  Yǒngfēng Xiàn) ist ein Kreis, der zum Verwaltungsgebiet der bezirksfreien Stadt Ji’an in der chinesischen Provinz Jiangxi gehört. Er hat eine Fläche von 2.710 km² und zählt 428.276 Einwohner (Stand: Zensus 2010). Sein Hauptort ist die Großgemeinde Enjiang (恩江镇).
Die Longgang-Grabstein-Inschrift (Longgang qianbiao bei 泷冈阡表碑) von Ouyang Xiu aus der Zeit der Song-Dynastie steht seit 2006 auf der Liste der Denkmäler der Volksrepublik China (6-830).